# Thermopsis
Pour l’article ayant un titre homophone, voir Termopsis (homonymie).
Genre
Classification phylogénétique
Thermopsis est un genre de plantes à fleurs de la famille des Fabaceae de la sous-famille des Faboideae. Ce sont des plantes vivaces originaires d'Amérique du Nord et d'Asie orientale.

## Liste d'espèces

### SelonITIS
- Thermopsis californica S. Wats.
- Thermopsis divaricarpa A. Nels.
- Thermopsis fraxinifolia Nutt. ex M.A. Curtis
- Thermopsis gracilis T.J. Howell
- Thermopsis macrophylla Hook. & Arn.
  - Thermopsis macrophylla var. macrophylla Hook. & Arn.
- Thermopsis mollis (Michx.) M.A. Curtis ex Gray
  - Thermopsis mollis var. mollis (Michx.) M.A. Curtis ex Gray
- Thermopsis montana Nutt.
- Thermopsis rhombifolia (Nutt. ex Pursh) Nutt. ex Richards.
  - Thermopsis rhombifolia var. rhombifolia (Nutt. ex Pursh) Nutt. ex Richards.
- Thermopsis robusta T.J. Howell
- Thermopsis subglabra L. Henders.
- Thermopsis villosa (Walt.) Fern. & Schub.